# Edgar Charles Polomé
Edgar Charles Polomé (* 31. Juli 1920 in Molenbeek-Saint-Jean; † 11. März 2000 in Houston) war ein belgisch-amerikanischer Indogermanist und Professor für vergleichende Religionswissenschaft und Linguistik an der University of Texas in Austin.
Er studierte ab 1938 an der Université libre de Bruxelles Germanistik, Germanische Philologie. Im Jahr 1945 trat er in die US-Army ein und diente als Dolmetscher in Eschwege. Nach dem Krieg promovierte er 1949 an der Universität Brüssel.
Polomé wurde 1960 durch Winfred P. Lehmann an die University of Texas für eine Gastprofessur berufen und erhielt später eine ordentliche Professur am Institut für germanistische Linguistik.